# Hörningstjärnen
Hörningstjärnen är en sjö i Vindelns kommun i Västerbotten och ingår i Umeälvens huvudavrinningsområde. Hörningstjärnen ligger i Åtmyrberget Natura 2000-område.